# Anna Hude
Anna Sophie (von der) Hude (Ebeltoft, 26 de julio de 1858 — Copenhague, 9 de agosto de 1934) fue una historiadora y activista danesa. Fue la primera mujer en titularse de historiadora (1887), la primera en recibir una medalla de oro por la Universidad de Copenhague (1888) y la primera en obtener el título de Doctor en Filosofía de su país. También fue una miembro activa en las campañas a favor del sufragio femenino a comienzos del siglo XX.

## Primeros años y educación
Anna Hude nació el 26 de julio de 1858 en Ebeltoft, hija de Sophus Waldemar von der Hude y Johanne Larentine Elisabeth Tulinius. Fue criada junto con sus cuatro hermanos en Roskilde. Después de trabajar como profesora, viajó a Copenhague en 1878 para completar su educación secundaria. Tras obtener su certificado de graduación en 1882, ingresó a estudiar historia en la Universidad de Copenhague, titulándose en 1887, siendo la primera danesa en graduarse de aquella carrera. Al año siguiente, fue condecorada con la medalla de oro de su universidad, por su tesis sobre los orígenes del feudalismo, En Fremstilling og Kritik af de nyere Opfattelser af Spørgsmaalet om Lensvæsnets Opkomst. En 1893, se convirtió en la primera mujer en obtener el doctorado en filosofía, por su obra relacionada con el parlamento medieval Danehof titulada Danehoffet og dets Plads i Danmarks Statsforfatning.

## Incidente de violación
Mientras Hude estudiaba, en 1879 conoció a C.J. Leerbeck, el médico que cuidaba a su tío en cuya casa y se hospedaba. Varios meses después, Hude fue víctima de violación por parte de Leerbeck. Luego de que Leerbeck fallara en su intento de suicidio, Hude le disparó en plena vía pública. Si bien sobrevivió al disparo, se suicidó ahorcándose en la celda en donde permanecía detenido luego de que Hude explicara a las autoridades las razones de su acción. El caso fue ampliamente difundido entre la población danesa, y Hude fue puesta en libertad tras pasar cinco meses de prisión.

## Carrera y últimos años
Hude fue también la primera mujer en trabajar en los Archivos Nacionales de Dinamarca, entre 1889 y 1910. Mientras trabajaba allí, colaboró con Kristian Erslev y William Christensen en su Repertorium diplomaticum Regni danici mediævalis.
Desde 1884, Hude se volvió una miembro activa en favor de los derechos de las mujeres, llegando a ser miembro de la Sociedad Danesa de Mujeres. En 1904, participó activamente en la campaña por el sufragio femenino, siendo cofundadora de la Asociación Política de Mujeres (Politisk Kvindeforening), la cual llegó a ser su primera presidenta en 1905. La asociación fue la base para la fundación de laAsociación Nacional para el Sufragio de las Mujeres, en 1907.
En 1908 redujo su participación en el trabajo por los derechos de las mujeres y dedicó gran parte de su tiempo al espiritismo. En 1913, publicó The Evidence of Communication with the Dead en inglés, que tuvo difusión en el mundo angloparlante.
Anna Hude falleció en Copenhague el 9 de agosto de 1934.